# Puebla de Albortón
Puebla de Albortón (aragónul La Pobla d'Albortón) település Spanyolországban,  Zaragoza tartományban. Puebla de Albortón Almonacid de la Cuba, Fuendetodos, Valmadrid, Zaragoza, Mediana de Aragón és Belchite községekkel határos. Lakosainak száma 136 fő (2024).

## Népesség
A település népessége az utóbbi években az alábbiak szerint változott:
| Lakosok száma | 146  | 144  | 137  | 129  | 128  | 127  | 122  | 118  | 129  | 136  |
|               | 2001 | 2004 | 2007 | 2009 | 2012 | 2014 | 2017 | 2019 | 2022 | 2024 |